# Berga (kommun i Spanien)
Berga är en kommun i Spanien.   Den ligger i provinsen Província de Barcelona och regionen Katalonien, i den östra delen av landet, 500 km öster om huvudstaden Madrid. Antalet invånare är 16 845. Arean är 23,0 kvadratkilometer. Berga gränsar till Cercs, Olvan, Avià, Capolat och Castellar del Riu. 
Terrängen i Berga är huvudsakligen kuperad, men söderut är den platt.